# Run (canção de Nicole Scherzinger)
"Run" é uma canção gravada pela cantora americana Nicole Scherzinger para seu segundo álbum de estúdio, Big Fat Lie (2014). Foi escrito por Justin Tranter, Julia Michaels e Felix Snow, dos quais o último produziu ao lado de Chris "Tek" O'Ryan. A canção foi lançada em 30 de setembro de 2014 para a rádio contemporânea da Epic Records nos Estados Unidos como o primeiro single; no entanto, a liberação nunca foi materializada. Uma balada de piano que também inclui cordas dramáticas, "Run" oferece conselhos para o próximo coração partido.
A faixa recebeu uma resposta positiva de críticos de música que elogiaram o desempenho vocal forte e emotivo de Scherzinger e destacou-o como um álbum de destaque. Seu videoclipe acompanhante foi estreado pela Vevo em 12 de outubro de 2014 e apresenta Scherzinger em uma mansão opulenta. Comercialmente, "Run" falhou nos Estados Unidos, mas conseguiu entrar nas paradas europeias como no Irish Singles Chart e UK Singles Chart no número 63 e 46, respectivamente.

## Antecedentes
Em entrevista ao Idolator em 14 de outubro, com relação ao lançamento de "Run" nos Estados Unidos, ela disse: "nós fizemos algo inesperado que nem acho que percebemos que faríamos. Na verdade, tínhamos planos para outro single, Eu acho que nós apenas demos um salto de fé e acreditamos muito nessa música."

## Composição
"Run" é balada de piano vulnerável onde Scherzinger dá conselhos para a próxima garota em linhas como: "Não deixe que ele te leve para o escuro / Não conte a ele todos os seus segredos / Ele vai deixar você com um coração partido." De acordo com Mike Wess, "Run" mostra os "tubos subestimados" da cantora.

## Recepção da crítica
Alex Kritelis da revista Bustle descreveu "Run" como "uma das baladas mais poderosas", mas achou que a música não seria um sucesso. Lewis Corner, da Digital Spy, elogiou Scherzinger por sua "performance vocal desnorteante e sua produção despojada, provando o inegável talento de Nicole"." Rory Cashin, da Entertainment.ie, concordou com a Corner destacando-a como um destaque do álbum e "uma ótima maneira de fechar o disco". Mike Wass do Idolator descreveu a canção como "balada suavemente discreta" e sentiu que "as letras são genuinamente sinceras". Chris DeVille do Stereogum descreveu "Run" como o material mais forte que ela ofereceu e elogiou sua decisão de lançá-la, pois achava que "talvez o destino dela não seja um clube cheio de números elaborados de dança, mas cantar com tocha e vestidos formais em teatros ornamentados".

## Vídeoclipe
Em entrevista ao Idolator em 14 de outubro, enquanto discutia o conceito do videoclipe Scherzinger afirmou que havia a possibilidade de que "Run" tivesse dois vídeos, um para o Reino Unido, que ela descreveu como "um vídeo ao vivo" e um para os Estados Unidos. Com relação à versão dos EUA, ela afirmou que "é um vídeo de uma tomada muito simples e despojado". Em 6 de novembro de 2014 deu uma entrevista ao E! News e entregou uma prévia do vídeo. Vários dias depois, a revista Glamour publicou fotos do set de filmagens que Scherzinger colocou em um cobertor, olhando intensamente em um espelho e deitada no chão. O videoclipe estreou em 12 de novembro no Vevo. O vídeo foi descrito como "sutil" e apresenta Scherzinger em uma mansão opulenta. A maior parte do vídeo mostra a cantora deitada no chão em um deslize antes de andar em torno de sua mansão, emocionada para a câmera. O vídeo termina com Scherzinger se olhando no espelho.

## Performances ao vivo
Em 30 de setembro de 2014, Scherzinger cantou "Run" pela primeira vez no Access Hollywood Live. Mike Wass, do Idolator, elogiou a habilidade de Scherzinger em "[esfolar] a emoção crua e [entregar] acrobacias vocais indutoras de arrepios". Em 15 de outubro, ela realizou uma mostra acústica de seu álbum no Hotel Café Royal. "Run" foi performada como a faixa de encerramento. Em 16 de novembro de 2014, Scherzinger cantou "Run" na décima primeira temporada do The X Factor.

## Produção
Créditos de letras e notas de Big Fat Lie.
Gravadoras
- Masterização no Larrabee Studios; (Universal City, California)
- Mixado no LOL Palace; (Los Angeles, California)

Produtores
- Alejandro Baima – engenheiro assistente
- Julia Michaels – compositora
- Chris O'Ryan – produtor vocal, engenheiro
- Nicole Scherzinger – vocal
- Felix Snow – produtor, compositor
- Justin Tranter – compositor

## Lista de faixas
Digital download
1. "Run" – 3:30

Remix single
1. "Run" (Moto remix) [radio edit] – 3:23
2. "Run" (Moto club remix) – 6:30

## Desempenho nas tabelas musicais

### Paradas semanais
| Chart (2014)                     | Maior posição |
| -------------------------------- | ------------- |
| Escócia (Scottish Singles Chart) | 26            |
| Irlanda (IRMA)                   | 63            |
| Reino Unido (UK Singles Chart)   | 46            |

## Histórico de lançamento
| País           | Data                 | Formatos                          | Gravadora  | Ref    |
| -------------- | -------------------- | --------------------------------- | ---------- | ------ |
| Austrália      | 30 de setembro, 2014 | Download digital                  | Sony Music | [ 22 ] |
| Bélgica        | 30 de setembro, 2014 | Download digital                  | Sony Music | [ 23 ] |
| Canadá         | 30 de setembro, 2014 | Download digital                  | Sony Music | [ 24 ] |
| França         | 30 de setembro, 2014 | Download digital                  | Sony Music | [ 25 ] |
| Alemanha       | 30 de setembro, 2014 | Download digital                  | Sony Music | [ 26 ] |
| Nova Zelândia  | 30 de setembro, 2014 | Download digital                  | Sony Music | [ 27 ] |
| Espanha        | 30 de setembro, 2014 | Download digital                  | Sony Music | [ 28 ] |
| Suíça          | 30 de setembro, 2014 | Download digital                  | Sony Music | [ 29 ] |
| Estados Unidos | 30 de setembro, 2014 | Download digital                  | Epic       | [ 30 ] |
| Estados Unidos | 30 de setembro, 2014 | Rádios de sucessos contemporâneos | Epic       | [ 31 ] |
| Reino Unido    | 14 de dezembro, 2014 | Download digital                  | RCA        | [ 32 ] |